# اضمحلال نشاط إشعاعي
يعود اكتشاف النشاط الإشعاعي الطبيعي أو التحلل الإشعاعي إلى العالم أنتوني هنري بيكريل عام 1896، وذلك عندما كان يبحث في مختبره في معهد التقنيات العليا في باريس في كيفية تصوير الأشعة السينية وإظهارها على صفائح فوتوغرافية من صنعه. وكان يكسو تلك اللوحات من كبريتات مختلفة للتوتياء والكالسيوم وأملاح أخرى. ولاحظ خلال محاولاته تأثر الصفائح في الظلام رغم عدم قذفها بأشعة أخرى. وكان يدرس موادا فسفورية تتميز بأنها تضيء في الظلام بعد تعرضها للضوء، وظن أن اسوداد لوحاته كان ناتجا عن المواد الفسفورية. فقام بتجربة في عام 1896: بأن قام بلف الشرائح الفوتوغرافية في ورق أسود ووضع عليها بعضا من المواد الفسفورية، فلم تسود اللوحات الفوتوغرافية. ولكن عندما وضع أملاحا من اليورانيوم على اللوحات الفسفورية المغطاة بورق أسود وجد أنها اسودت، دليل على خروج أشعة من أملاح اليورانيوم تنفذ خلال الورق الأسود. وسماها في سنة 1896 إشعاعات يورانيومية.
وكانت ماري كوري وزوجها بيير يدرسان النشاط الإشعاعي للبولونيوم، ويعرفان أن البولونيوم يصدر إشعاعات طبيعيا من تلقاء نفسه. وتأكد كل من ماري كوري وزوجها بيار من سبب اسوداد شرائح بيكريل حيث أنها تسود عند تعرضها لأملاح اليورانيوم، وهو أن اليورانيوم أيضا يصدر تلقائيًا أشعة نفاذة تعمل على اسوداد لوحات بيكريل؛ الإسوداد يزداد كلما كان ملح اليورانيوم أكثر أو أكثر تركيزًا.

## تاريخه
في عام 1896م اكتشف بكريل أن أحد أملاح اليورانيوم يصدر إشعاع - لم تكن طبيعته واضحة في ذلك الوقت - وأثبت بكريل أن الإشعاع الذي اكتشفه يصدر من جميع مركبات اليورانيوم وعن اليورانيوم الفلزي أيضًا بما يعني أن مصدر الإشعاع هو ذرة اليورانيوم. واتضح له أن هذا الإشعاع يحدث بصورة تلقائية مستمرة لا تؤثر عليه المؤثرات الخارجية من ضغط ودرجة حرارة ولهذا سمى إشعاع اليورانيوم بإشعاع نشط (بالإنجليزية: Radioactive Radiation)‏ وتسمى هذه الظاهرة النشاطية الإشعاعية (بالإنجليزية: Radioactivity)‏.
في عام 1898م قام بيير كوري وزوجته ماريا سكلودوفسكايا- بولندية الاصل - ومشهورة باسم مدام كوري باكتشاف النشاط الإشعاعي للثوريوم. وأيضا اكتشفا في نفس السنة عنصرين جديدين يوجدان في خامات اليورانيوم: العنصر الأول أطلق عليه الراديوم وهو عنصر أقوى في نشاطه الإشعاعي من اليورانيوم بمليون مرة بينما العنصر الثاني أطلقا عليه اسم مسقط رأس مدام كوري وهو البولونيوم. وبعد 10 سنوات اكتشف رذرفورد في عام 1908م الغاز النشط إشعاعيا - الرادون - بواسطة التحليل الطيفي
- الانحلال الإشعاعي (بالإنجليزية: Radioctive Decay)‏
- عملية تلقائية يتحول فيها العنصر إلى عنصر آخر نتيجة فقد جسيمات ألفا أو جسيمات بيتا وانطلاق أشعة غاما
- ما الفرق بين الانحلال الإشعاعي والتحول الكيميائي ؟
- يختلف الانحلال الإشعاعي عن التحول الكيميائي في:

1. الانحلال الإشعاعي عملية تلقائية مستمرة
2. يعتمد على العنصر المشع ولا يرتبط بالمركب الكيميائي
3. لا يتوقف على الظروف الفيزيائية (الضغط، درجة الحرارة)
4. تنطلق منه طاقة هائلة

## وحدة قياس النشاطية الاشعاعية
تقاس النشاطية الاشعاعية بوحدة البكريل
البكريل هو عدد الإشعاعات التي تصدرها العينة المشعة في الثانية
ما معنى أن النشاطية الاشعاعية لعينة واحد بكريل
المعنى : نشاطية العينة تصدر اشعاعا واحدا في الثانية
هل هناك وحدات أخرى لقياس النشاطية الاشعاعية ؟
نعم توجد وحدة انحلال / ثانية ووحدة الكوري Ci وفي بعض المراجع Cu وأيضا توجد وحدة ثالثة هي الرذرفورد Rd وهو نشاط يناظر مليون انحلال / ثانية
عرف الكوري ؟
الكوري هو نشاط عينة تنحل فيها في الثانية الواحدة 3.7x1010 من الانوية المشعة.

## معدل التحلل

رسم يبين كيفية توقف النشاط الإشعاعي لجسيمات ألفا بواسطة ورقة، وجسيمات بيتا بواسطة صفيحة من الألومنيوم ، أما جسيمات غاما فليزمها حاجز أكثر سمكا مثل صفيحة من الرصاص.

تسير عملية التحلل بمعدل ثابت، فإذا كان لدينا عينة من مادة مشعة، يكون عدد التحللات dN التي تحدث في فترة زمنية dt متناسبا مع عدد الذرات الكلي. فإذا كان عدد الذرات الكلي N ، يكون احتمال التحلل (−dN/ dt) متناسبا تناسبا طرديا مع N، أي أن:
{\displaystyle \left(-{\frac {dN}{N}}\right)=\lambda \cdot dt.}
وكل عنصر من العناصر المشعة يتميز بمعدل تحلل خاص به ويسمى(λ). وتعني الإشارة السالبة في المعادلة أن N تنقص مع كل حدث للتحلل. ويمكن حل تلك المعادلة التفاضلية من الدرجة الأولى ونحصل على:
{\displaystyle N(t)=N_{0}\,e^{-{\lambda }t}=N_{0}\,e^{-t/\tau }.\,\!}
حيث :
N0 هي العدد N عند الزمن (t = 0).
وتبين المعادلة الثانية أن ثابت التحلل λ له وحدة 1/الزمن، وبالتالي يمكن صيغتها في صورة τ حيث تعطي τ نصف العمر  أو عمر النصف لتحلل العنصر.
وعلاقة τ ب {\displaystyle {\lambda }} كالآتي :
{\displaystyle \tau ={\frac {1}{\lambda }}.}
وتمثل الدالة الأسية لأساس الثابت الطبيعي e معدل التحلل في المعادلة الثانية.
وفي العادة يكون عدد ذرات العينة كبير جدا مقارب لعدد أفوجادرو بحيث يكون وصف تلك المعادة لمعدل التحلل وصفا جيدا.

نفترض الآن أن لدينا ثلاثة عناصر مختلفة مشعة :
- الأحمر : عنصر مشع، ذو عمر النصف 3 سنوات،
- الأزرق : عنصر مشع، ذو عمر النصف 2 سنة،
- الأخضر : عنصر مشع، ذو عمر النصف 1 سنة.

يبين الرسم البياني المجاور معدل تحلل الذرات للثلاثة عناصر، أي أنه يبين عدد الذرات التي لم تتحلل بعد كدالة للزمن. وكما نري يتناقص عدد الذرات التي لم تتحلل بمعدل ثابت مميز لكل عنصر وذلك طبقا للمعادلة الثانية أعلاه. ونري أن العنصر ذو عمر نصف طويل (الأحمر) هو الذي يتميز بمعدل صغير للتحلل.

### مثال عن التحلل
إذا كان لدينا عينة مشعة تحتوي على 400.000 ذرة مشعة وتتميز بنصف عمر قدره 10 أيام، فإنه بعد مرور 10 أيام يصبح عدد الذرات التي لا زالت مشعة 200.000 ذرة. وبعد مرور 10 أيام أخرى ثانية ينخفض عدد الذرات المشعة إلى 100.000 ذرة وبعد مرور 10 أيام تالية يصبح عدد الذرات التي لم تتحلل 50.000 وهكذا. لذلك نتحدث عن {\displaystyle t_{1/2}} ونسميها عمر النصف.

## عمر النصف
عمر النصف (بالإنجليزية: Half-Life)‏ هو الزمن الذي يحتاجه العنصر المشع لكي ينحل نصف عدد ذراته. حيث تنخفض فيه الكمية المشعة إلى النصف. فمعنى أن عمر النصف لليورانيوم 238 (4.49x109 yr) أي أنه لكي ينحل نصف عدد ذرات اليورانيوم يلزم 4.49x109 سنة.
ويسمى هذا الزمن الثابت المميز للعنصر عمر النصف ، ويرمز له بالرمز {\displaystyle t_{1/2}}. ويمكن كتابة عمر النصف كدالة لثابت التحلل  أو (متوسط العمر) كالآتي:
{\displaystyle t_{1/2}={\frac {\ln 2}{\lambda }}=\tau \ln 2.}
وبالتعويض عنها في المعادلة الأسية أعلاه نحصل على:
{\displaystyle N(t)=N_{0}2^{-t/t_{1/2}}.\,}
أي أن جزء المادة التي لا زالت مشعة بعد مرور زمن {\displaystyle /t_{1/2}} :
{\displaystyle 2^{-1}={1/2}}
وهذا يعني أنه بعد مرور 3 فترات من فترات عمر النصف، يبقي في العينة الكمية المشعة التالية :
{\displaystyle 1/2^{3}=1/8}
أي أن متوسط العمر  {\displaystyle \tau } يساوي عمر النصف مقسوما على اللوغاريتم الطبيعي (ln(2 :
{\displaystyle \tau ={\frac {t_{1/2}}{\ln 2}}=1.442\cdot t_{1/2}}.
ويبلغ عمر النصف = 138 يوم لمادة البولونيوم-210 ، في حين أن يكون متوسط عمرها 200 يوم.

## مثال حسابي
يستخدم الكربون-14 في تقدير عمر الصخور والطبقات الأرضية، وبالتالي هي طريقة لتقدير عمر نباتات أو أحياء عاشت في الماضي واختزنت في تلك الطبقات الأرضية. يتميز النظير كربون-14 بعمر نصف مقداره 5730 سنة، ويتحلل بمعدل 14 تحللا في الدقيقة الواحدة لكل جرام من الكربون الطبيعي (الكربون الطبيعي يحتوي على أغلبية من الكربون-12 ونسبة معينة من الكربون-14).
فإذا عثرنا على عينة (أحفورة) ووجدناها تصدر 4 تحللات /دقيقة/جرام من الكربون فيها، فما هو عمرها ؟
لحساب العمر نستخدم المعادلة المذكورة أعلاه :
{\displaystyle N=N_{0}\,e^{-t/\tau },}
حيث:
{\displaystyle {\frac {N}{N_{0}}}=4/14\approx 0.286,}
{\displaystyle \tau ={\frac {T_{1/2}}{\ln 2}}\approx 8267} years,
{\displaystyle t=-\tau \,\ln {\frac {N}{N_{0}}}\approx 10360} years.
أي أن متوسط عمر العينة هو 10.360 سنة.